# Esportistes dels Països Catalans als Jocs Olímpics d'estiu de 2016
Esportistes dels Països Catalans que participen en els Jocs Olímpics d'Estiu de 2016. S'hi inclouen esportistes nascuts, formats o residents als Països Catalans o amb ascendència catalana. Competeixen a través de les delegacions olímpiques d'Andorra, Brasil, Croàcia, Espanya, França, Puerto Rico i Suïssa.

## Medallistes
| Esportista                                                                                      | Esport          | Prova                    | Data       |
| ----------------------------------------------------------------------------------------------- | --------------- | ------------------------ | ---------- |
| Or                                                                                              |                 |                          |            |
| Mireia Belmonte                                                                                 | Natació         | 200 m papallona femenins | 10 d'agost |
| Marc López Rafael Nadal                                                                         | Tennis          | Dobles masculins         | 12 d'agost |
| Mónica Puig                                                                                     | Tennis          | Individual femení        | 13 d'agost |
| Marcus Walz                                                                                     | Piragüisme      | K-1 1000 m masculí       | 16 d'agost |
| Saúl Craviotto                                                                                  | Piragüisme      | K-2 200 m masculí        | 18 d'agost |
| Argent                                                                                          |                 |                          |            |
| Orlando Ortega                                                                                  | Atletisme       | 110 m tanques masculins  | 16 d'agost |
| Élodie Clouvel                                                                                  | Pentatló modern | Competició femenina      | 19 d'agost |
| Sílvia Domínguez Alba Torrens Laia Palau Marta Xargay Lucila Pascua Anna Cruz                   | Bàsquet         | Competició femenina      | 20 d'agost |
| Xavier Garcia                                                                                   | Waterpolo       | Competició masculina     | 20 d'agost |
| Alejandra Quereda Elena López                                                                   | Gimnàstica      | Gimnàstica rítmica       | 21 d'agost |
| Ludovic Fabregas                                                                                | Handbol         | Competició masculina     | 21 d'agost |
| Bronze                                                                                          |                 |                          |            |
| Mireia Belmonte                                                                                 | Natació         | 400 m estils femenins    | 6 d'agost  |
| Joel González                                                                                   | Taekwondo       | −68 kg masculins         | 18 d'agost |
| Saúl Craviotto                                                                                  | Piragüisme      | K-1 200 m masculí        | 20 d'agost |
| Àlex Abrines Víctor Claver Rudy Fernández Pau Gasol Sergi Llull Juan Carlos Navarro Ricky Rubio | Bàsquet         | Competició masculina     | 21 d'agost |

## Atletisme
- Caridad Jerez (100 m tanques)
- Orlando Ortega (110 m tanques)
- Estela García (200 m)
- Bruno Hortelano (100 i 200 m)
- Daniel Andújar (800 m)
- Pol Moya Betriu (800 m)
- Esther Guerrero (800 m)
- David Bustos (1.500 m)
- Adel Mechaal (1.500 i 5.000 m)
- Abdelaziz Merzougui (3.000 m obstacles)
- Ilias Fifa (5.000 m)
- Pablo Torrijos (triple salt)
- Concha Montaner (salt de longitud)
- María del Mar Jover (salt de longitud)
- Raquel González (20 km marxa)
- Beatriz Pascual (20 km marxa)
- Jesús Ángel García (50 km marxa)
- Carles Castillejo (50 km marxa)
- Pau Tonnesen (decatló)

## Bàsquet
- Àlex Abrines
- Víctor Claver
- Rudy Fernández
- Pau Gasol
- Sergi Llull
- Juan Carlos Navarro
- Ricky Rubio

- Sílvia Domínguez
- Alba Torrens
- Laia Palau
- Marta Xargay
- Lucila Pascua
- Anna Cruz

## Ciclisme
- Joaquim Rodríguez
- Helena Casas[4]
- José Antonio Hermida

## Gimnàstica
- Elena López
- Alejandra Quereda

## Handbol
- Ludovic Fabregas
- Lara González
- Silvia Navarro

## Golf
- Sergio García Fernández

## Hípica
- Albert Hermoso
- Beatriu Ferrer-Salat

## Hoquei sobre herba
- David Alegre
- Francesc Cortés
- Sergi Enrique
- Xavi Lleonart
- Roc Oliva
- Marc Sallés
- Glòria Comerma
- Georgina Oliva
- Berta Bonastre
- Carlota Petchamé
- Cristina Guinea
- Carola Salvatella
- Xantal Giné

## Judo
- Laura Gómez
- Laura Sallés

## Lluita
- Taimuraz Friev

## Natació

### Piscina
- Frédérick Bousquet
- Camille Lacourt
- Miguel Duran
- Pol Arias
- Antonio Arroyo
- Albert Puig
- Marc Sánchez
- Mònica Ramírez
- Melani Costa
- Mireia Belmonte
- Jessica Vall
- Judit Ignacio
- Africa Zamorano
- Marta González
- Fátima Gallardo
- Patricia Castro

### Aigües obertes
- Erika Villaécija

## Natació sincronitzada
- Gemma Mengual
- Ona Carbonell

## Pentatló modern
- Élodie Clouvel

## Piragüisme
- Alfonso Benavides
- Saúl Craviotto
- Marcus Walz

## Rem
- Àlex Sigurbjörnsson
- Pau Vela Maggi
- Xavier Vela Maggi
- Aina Cid
- Anna Boada

## Rugbi
- César Sempere
- Joan Losada
- Pol Pla
- Barbara Pla
- Matías Tudela

## Taekwondo
- Joel González

## Tennis
- Rafael Nadal
- David Ferrer
- Roberto Bautista
- Albert Ramos
- Marc López
- Garbiñe Muguruza
- Anabel Medina
- Arantxa Parra
- Carla Suárez
- Mónica Puig

## Tennis de taula
- Galia Dvorak[5]

## Tir
- Esther Barrugués
- Sònia Franquet

## Triatló
- Mario Mola
- Carolina Routier

## Vela
- Iván Pastor
- Jordi Xammar
- Joan Herp
- Bàrbara Cornudella
- Sara López
- Mateo Sanz

## Voleibol
- Pablo Herrera
- Liliana Fernández

## Waterpolo
- Xavier Garcia
- Adrià Delgado
- Felipe Perrone

- Iñaki Aguilar
- Ricard Alarcón
- Gonzalo Echenique
- Albert Español
- Daniel López
- Blai Mallarach
- Marc Minguell
- Marc Roca
- Balázs Szirányi
- Roger Tahull[6]
- Marta Bach
- Anni Espar
- Clara Espar
- Laura Ester
- Judith Forca
- Maica García
- Paula Leitón
- Beatriz Ortiz
- Matilde Ortiz
- Roser Tarragó